# 2018년 FIFA 월드컵 F조

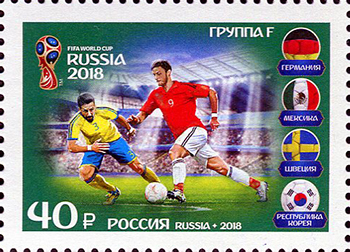
러시아의 2018년 FIFA 월드컵 F조 기념우표의 모습

2018년 FIFA 월드컵 F조는 2018년 6월 17일부터 2018년 6월 27일까지 일정이 진행되었다. F조는 독일, 멕시코, 스웨덴, 대한민국으로 구성되었다. 4개의 팀들 중 상위 2개의 팀이 16강전에 진출한다.

## 팀
| 시드 배정 | 팀       | 연맹     | 출전 방식               | 참가 확정 날짜   | 출전 횟수 | 마지막 출전 | 최고 순위                             | FIFA 랭킹   | FIFA 랭킹  |
| 시드 배정 | 팀       | 연맹     | 출전 방식               | 참가 확정 날짜   | 출전 횟수 | 마지막 출전 | 최고 순위                             | 2017년 10월 | 2018년 6월 |
| --------- | -------- | -------- | ----------------------- | ---------------- | --------- | ----------- | ------------------------------------- | ----------- | ---------- |
| F1        | 독일     | UEFA     | 유럽 예선 C조 1위       | 2017년 10월 5일  | 19회      | 2014년      | 우승 (1954년, 1974년, 1990년, 2014년) | 1위         | 1위        |
| F2        | 멕시코   | CONCACAF | 북중미 5차 예선 1위     | 2017년 9월 1일   | 16회      | 2014년      | 8강 (1970년, 1986년)                  | 16위        | 15위       |
| F3        | 스웨덴   | UEFA     | 유럽 플레이오프 승리    | 2017년 11월 13일 | 12회      | 2006년      | 준우승 (1958년)                       | 25위        | 24위       |
| F4        | 대한민국 | AFC      | 아시아 3차 예선 A조 2위 | 2017년 9월 5일   | 10회      | 2014년      | 4위 (2002년)                          | 62위        | 57위       |

참고
1. ↑  2017년 10월 랭킹은 본선 조편성에 반영되었다.

## 요약 및 순위
가장 예측 결과가 빗나갔던 이 대회 최고의 죽음의 조로 경기 결과 스웨덴과 멕시코가 각각 2승 1패를 기록해 승점 6점으로 동률을 이루었으나 골 득실에서 스웨덴이 +3, 멕시코가 -1을 기록하여 스웨덴이 1위, 멕시코가 2위로 16강 진출에 성공했으며 전 대회에서 우승을 차지했던 독일이 조 최약체로 지목된 대한민국에 0 – 2로 완패하는 이른바 카잔의 치욕을 당하며 16강은커녕 조 최하위로 탈락하는 수모를 겪고 말았다. 독일이 1라운드에서 탈락한 것은 1938년 FIFA 월드컵 이후 80년 만이었으며 1라운드가 조별리그로 확립된 이후로는 사상 초유의 일이었다. 한편, 대한민국은 1차전에서 스웨덴에 0 – 1, 멕시코에 1 – 2로 패배하며 조 최하위로 처지는 듯했으나 마지막 경기에서 극적으로 독일을 2 – 0으로 잡아내며 1승 2패, 골 득실 0을 기록해 조 3위를 차지했다. 결과적으로 F조의 최강자는 스웨덴이었으며 최약체는 독일이었다.
| 순위 | 팀       | 경기 | 승 | 무 | 패 | 득 | 실 | 차 | 승점 |
| ---- | -------- | ---- | -- | -- | -- | -- | -- | -- | ---- |
| 1    | 스웨덴   | 3    | 2  | 0  | 1  | 5  | 2  | +3 | 6    |
| 2    | 멕시코   | 3    | 2  | 0  | 1  | 3  | 4  | −1 | 6    |
| 3    | 대한민국 | 3    | 1  | 0  | 2  | 3  | 3  | 0  | 3    |
| 4    | 독일     | 3    | 1  | 0  | 2  | 2  | 4  | −2 | 3    |

출처: FIFA

## 경기
모든 시간대는 현지 시간을 따른다.

### 독일 vs 멕시코
직전 대회인 2014년 FIFA 월드컵 우승국인 독일과 북중미의 최강자 멕시코의 맞대결이다. 두 팀은 지난 2017년 FIFA 컨페더레이션스컵 4강전에서 맞대결을 펼친 바 있었다. 그 때엔 독일이 멕시코를 4 – 1로 대파했다. 그리하여 이번에도 독일의 승리가 예상되었으나 모든 이의 예상을 깨고 멕시코가 이르빙 로사노의 결승골로 독일을 1 – 0으로 제압했다. 21세기에 치른 월드컵에서 독일은 조별리그 1차전은 항상 4득점 이상을 기록하며 강력한 공격력을 뽐냈지만 이 경기에서는 조직력에서 문제를 노출하며 그리 위협적이지 못한 모습을 보였다. 오히려 점유율에 지나치게 의존하며 경기 템포를 느릿느릿하게 끌고 갔고 멕시코는 반대로 수비를 단단히 굳힌 뒤에 빠른 역습으로 몰아쳐 독일의 간담을 서늘하게 했다. 그리하여 전반 35분 이르빙 로사노가 결승골을 터뜨리며 독일을 1 – 0으로 제압하는데 성공했다.
| 독일 | 0 – 1  | 멕시코     |
| ---- | ------ | ---------- |
|      | 리포트 | 로사노 35′ |

| 독일 | 멕시코 |

| GK          | 1  | 마누엘 노이어 (주장) |     |     |
| RB          | 18 | 요주아 키미히        |     |     |
| CB          | 17 | 제롬 보아텡          |     |     |
| CB          | 5  | 마츠 후멜스          | 84′ |     |
| LB          | 2  | 마르빈 플라텐하르트  |     | 79′ |
| CM          | 8  | 토니 크로스          |     |     |
| CM          | 6  | 사미 케디라          |     | 60′ |
| RW          | 13 | 토마스 뮐러          | 83′ |     |
| AM          | 10 | 메수트 외질          |     |     |
| LW          | 7  | 율리안 드락슬러      |     |     |
| CF          | 9  | 티모 베르너          |     | 86′ |
| 교체 선수:  |    |                      |     |     |
| FW          | 11 | 마르코 로이스        |     | 60′ |
| FW          | 23 | 마리오 고메스        |     | 79′ |
| MF          | 20 | 율리안 브란트        |     | 86′ |
| 감독:       |    |                      |     |     |
| 요아힘 뢰프 |    |                      |     |     |

| GK                     | 13 | 기예르모 오초아          |     |     |
| RB                     | 3  | 카를로스 살세도          |     |     |
| CB                     | 2  | 우고 아얄라              |     |     |
| CB                     | 15 | 엑토르 모레노            | 40′ |     |
| LB                     | 23 | 헤수스 가야르도          |     |     |
| CM                     | 16 | 엑토르 에레라            | 90′ |     |
| CM                     | 18 | 안드레스 과르다도 (주장) |     | 74′ |
| RW                     | 7  | 미겔 라윤                |     |     |
| AM                     | 11 | 카를로스 벨라            |     | 58′ |
| LW                     | 22 | 이르빙 로사노            |     | 66′ |
| CF                     | 14 | 하비에르 에르난데스      |     |     |
| 교체 선수:             |    |                          |     |     |
| DF                     | 21 | 에드손 알바레스          |     | 58′ |
| FW                     | 9  | 라울 히메네스            |     | 66′ |
| DF                     | 4  | 라파엘 마르케스          |     | 74′ |
| 감독:                  |    |                          |     |     |
| 후안 카를로스 오소리오 |    |                          |     |     |

| 최우수 선수: 이르빙 로사노 (멕시코) 부심: 레자 소한단 (이란) 모함마드레자 만수리 (이란) 대기심: 모함메드 압둘라 하산 모하메드 (아랍에미리트) 후보 대기심: 모하메드 알함마디 (아랍에미리트) 비디오 판독심: 마시밀리아노 이라티 (이탈리아) 보조 비디오 판독심: 위우통 삼파이우 (브라질) 카를로스 아스트로사 (칠레) 마크 가이거 (미국) |

### 스웨덴 vs 대한민국

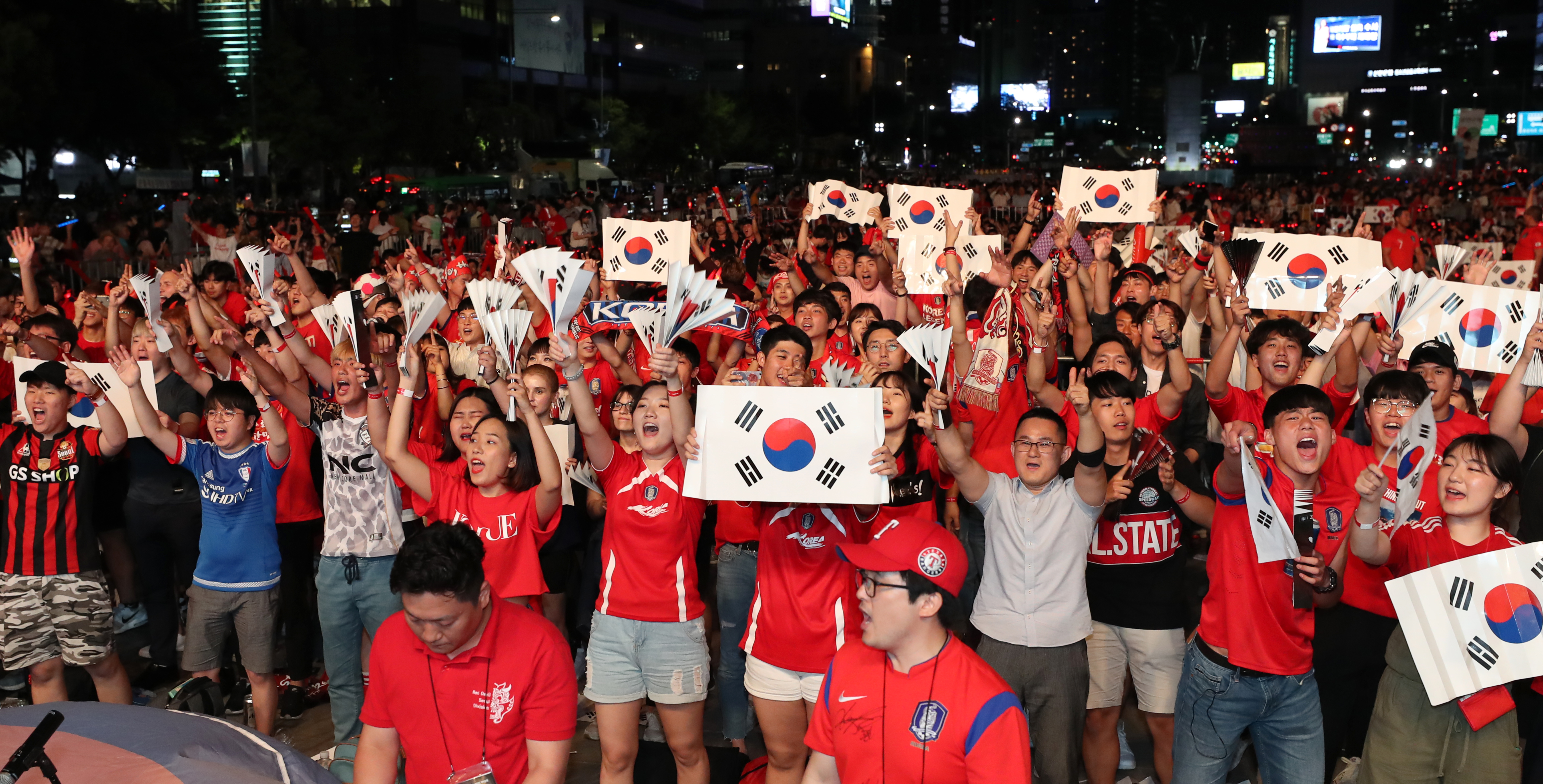
South Korean fans, the "Red Devils", in Seoul

12년 만에 본선에 올라온 북유럽의 강호 스웨덴과 아시아의 맹주 대한민국의 맞대결이 펼쳐졌다. 두 팀은 4번의 A매치를 기록한 바 있는데 전적은 2승 2무로 스웨덴의 우세이다. 이 경기가 있기 전까지 두 팀의 마지막 맞대결은 2005년에 있었는데 그 때는 2 – 2 무승부를 기록했다. 스웨덴은 4-4-2 포메이션으로 경기에 나섰고 대한민국은 4-3-3 포메이션으로 맞섰다. 2차전 상대가 독일인 스웨덴의 입장에선 반드시 대한민국을 잡고 가야했기에 초반부터 공격적으로 나섰다. 대한민국은 수비적으로 경기하며 역습을 노렸지만 전방 압박 및 역습 시 첨병 역할을 해주어야 할 김신욱이 제 역할을 수행하지 못하고 지워지며 제대로 된 역습 기회조차 살리지 못했다. 오직 골키퍼 조현우의 맹활약으로 어렵게 버티며 0 – 0 스코어를 지키고 있었다. 그러던 후반 20분, 김민우가 페널티 박스에서 슬라이딩 태클을 했는데 주심은 처음엔 김민우가 먼저 공을 터치했던 것으로 보고 페널티 킥을 주지 않았다. 그러나 스웨덴 선수진과 코칭 스태프의 격렬한 항의와 VAR 감독관의 이의 제기가 이어졌고 대한민국의 역습이 진행되던 와중에 경기를 중단시키고 VAR을 판독했다. 그리고 판독 결과 김민우의 발이 공에 닿지 않았다는 게 드러나 페널티킥이 선언되었고 킥커 안드레아스 그랑크비스트가 성공시키며 스웨덴이 1 – 0으로 승리했다. 그러나 득점 이후 스웨덴은 소위 말하는 '침대축구'를 구사해 경기를 지연시키는 행위를 계속하여 팬들로부터 크게 빈축을 샀다.
| 스웨덴                      | 1 – 0  | 대한민국 |
| --------------------------- | ------ | -------- |
| 그랑크비스트 65′ (페널티골) | 리포트 |          |

| 스웨덴 | 대한민국 |

| GK            | 1  | 로빈 올센                      |     |     |
| RB            | 6  | 루드비그 아우구스틴손          |     |     |
| CB            | 4  | 안드레아스 그랑크비스트 (주장) |     |     |
| CB            | 18 | 폰투스 얀손                    |     |     |
| LB            | 2  | 미카엘 루스티그                |     |     |
| RM            | 17 | 빅토르 클라에손                | 61′ |     |
| CM            | 7  | 세바스티안 라르손              |     | 81′ |
| CM            | 8  | 알빈 에크달                    |     | 71′ |
| LM            | 10 | 에밀 포르스베리                |     |     |
| CF            | 9  | 마르쿠스 베리                  |     |     |
| CF            | 20 | 올라 토이보넨                  |     | 77′ |
| 교체 선수:    |    |                                |     |     |
| MF            | 15 | 오스카르 힐리에마르크          |     | 71′ |
| FW            | 22 | 이사크 키세 텔린               |     | 77′ |
| MF            | 13 | 구스타브 스벤손                |     | 81′ |
| 감독:         |    |                                |     |     |
| 얀네 안데르손 |    |                                |     |     |

| GK         | 23 | 조현우        |     |     |
| RB         | 2  | 이용          |     |     |
| CB         | 20 | 장현수        |     |     |
| CB         | 19 | 김영권        |     |     |
| LB         | 6  | 박주호        |     | 28′ |
| CM         | 17 | 이재성        |     |     |
| CM         | 16 | 기성용 (주장) |     |     |
| CM         | 13 | 구자철        |     | 73′ |
| RF         | 11 | 황희찬        | 55′ |     |
| CF         | 9  | 김신욱        | 13′ | 66′ |
| LF         | 7  | 손흥민        |     |     |
| 교체 선수: |    |               |     |     |
| DF         | 12 | 김민우        |     | 28′ |
| MF         | 15 | 정우영        |     | 66′ |
| MF         | 10 | 이승우        |     | 73′ |
| 감독:      |    |               |     |     |
| 신태용     |    |               |     |     |

| 최우수 선수: 안드레아스 그랑크비스트 (스웨덴) 부심: 후안 숨바 (엘살바도르) 후안 카를로스 모라 (코스타리카) 대기심: 노르베르 하우아타 (타히티) 후보 대기심: 베르트랑 브리알 (누벨칼레도니) 비디오 판독심: 마우로 비글리아노 (아르헨티나) 보조 비디오 판독심: 압둘라흐만 알자심 (카타르) 탈레브 알마리 (카타르) 다니엘레 오르사토 (이탈리아) |

### 대한민국 vs 멕시코
두 팀은 멕시코가 3 – 1로 이겼던 1998년 FIFA 월드컵 E조 1차전 경기를 포함해 12경기에서 만났다. 월드컵에선 20년 만에 2번째로 만나는 것이다. 오늘 이 경기에는 정상회담을 위해 러시아를 방문했던 문재인 대통령 내외가 블라디미르 푸틴 러시아 대통령과 함께 참석했다. 이 날 대한민국의 신태용 감독은 플랜 B였던 4-3-3 대신 플랜 A인 4-4-2 포메이션으로 경기에 나섰고 손흥민을 포처로 세웠다. 그 결과 1차전과 달리 손흥민의 날카로운 역습이 되살아나며 경기력도 크게 올라갔다. 그러나 1차전과 마찬가지로 이 경기에서도 수비와 심판 판정이 문제였다. 김영권과 함께 센터백으로 호흡을 맞췄던 장현수가 전반 26분, 슬라이딩 태클 도중에 볼을 팔로 건드려 핸드볼 파울이 선언되어 페널티 킥을 허용했고 또 선제골을 허용했다. 그리고 후반 21분, 대한민국의 주장 기성용이 멕시코의 엑토르 에레라에게 파울을 당했음에도 불구하고 밀로라드 마지치 주심은 멕시코의 파울을 선언하지 않았다. 그 결과 곧바로 멕시코의 역습으로 이어졌고 센터백 장현수가 치차리토를 향해 어설픈 슬라이딩 태클을 시도했지만 볼을 터치하지도 못하며 그대로 벗어났고 치차리토가 손쉽게 득점을 하며 0 – 2로 끌려갔다. 후반 32분엔 기예르모 오초아의 패스미스를 황희찬이 가로채 골키퍼와 1 – 1 상황을 만들었으나 무슨 이유에서인지 황희찬 본인이 슛을 하지 않고 손흥민에게 패스를 해버리는 촌극을 보이며 천재일우의 기회를 놓쳤다. 그리고 후반 추가시간 3분에 손흥민이 페널티박스 우측 외곽에서 왼발로 멋진 중거리슛을 성공시키며 드디어 대한민국의 이번 대회 첫 득점을 성공시켰다. 이후 남은 시간 동안 대한민국은 동점골을 넣기 위해 사력을 다했으나 멕시코는 적절히 경기 템포를 조절하며 대한민국의 동점골을 허용하지 않았고 결국 멕시코의 2 – 1 승리로 끝이 났다.
| 대한민국     | 1 – 2  | 멕시코                               |
| ------------ | ------ | ------------------------------------ |
| 손흥민 90+3′ | 리포트 | 벨라 26′ (페널티골) · 에르난데스 66′ |

| 대한민국 | 멕시코 |

| GK         | 23 | 조현우        |     |     |
| RB         | 2  | 이용          | 63′ |     |
| CB         | 20 | 장현수        |     |     |
| CB         | 19 | 김영권        | 58′ |     |
| LB         | 12 | 김민우        |     | 84′ |
| RM         | 18 | 문선민        |     | 77′ |
| CM         | 8  | 주세종        |     | 64′ |
| CM         | 16 | 기성용 (주장) |     |     |
| LM         | 11 | 황희찬        |     |     |
| CF         | 17 | 이재성        |     |     |
| CF         | 7  | 손흥민        |     |     |
| 교체 선수: |    |               |     |     |
| MF         | 10 | 이승우        | 72′ | 64′ |
| MF         | 15 | 정우영        | 80′ | 77′ |
| DF         | 14 | 홍철          |     | 84′ |
| 감독:      |    |               |     |     |
| 신태용     |    |               |     |     |

| GK                     | 13 | 기예르모 오초아          |  |     |
| RB                     | 21 | 에드손 알바레스          |  |     |
| CB                     | 3  | 카를로스 살세도          |  |     |
| CB                     | 15 | 엑토르 모레노            |  |     |
| LB                     | 23 | 헤수스 가야르도          |  |     |
| CM                     | 7  | 미겔 라윤                |  |     |
| CM                     | 16 | 엑토르 에레라            |  |     |
| CM                     | 18 | 안드레스 과르다도 (주장) |  | 68′ |
| RF                     | 11 | 카를로스 벨라            |  | 77′ |
| CF                     | 14 | 하비에르 에르난데스      |  |     |
| LF                     | 22 | 이르빙 로사노            |  | 71′ |
| 교체 선수:             |    |                          |  |     |
| DF                     | 4  | 라파엘 마르케스          |  | 68′ |
| MF                     | 17 | 헤수스 마누엘 코로나     |  | 71′ |
| MF                     | 10 | 조바니 도스 산토스       |  | 77′ |
| 감독:                  |    |                          |  |     |
| 후안 카를로스 오소리오 |    |                          |  |     |

| 최우수 선수: 하비에르 에르난데스 (멕시코) 부심: 밀로반 리스티치 (세르비아) 달리보르 주르제비치 (세르비아) 대기심: 혼 피티 (파나마) 후보 대기심: 가브리엘 빅토리아 (파나마) 비디오 판독심: 다니엘레 오르사토 (이탈리아) 보조 비디오 판독심: 아르투르 소아르스 디아스 (포르투갈) 카를로스 아스트로사 (칠레) 티아구 마르팅스 (포르투갈) |

### 독일 vs 스웨덴
1차전에서 멕시코에 불의의 일격을 당한 독일과 대한민국을 상대로 승리를 거둔 스웨덴의 맞대결이다. 두 팀은 월드컵에서 이미 4차례 조우한 바 있는데 두 팀 간 전적은 3승 1패로 독일의 우세이다. 월드컵에서의 마지막 맞대결은 뮌헨에서 열린 2006년 FIFA 월드컵인데 이 때에도 루카스 포돌스키의 2골로 독일이 2 – 0 승리를 거두었다. 경기가 시작되자 독일은 높은 볼 점유율을 기록하며 스웨덴을 질식시키는 전술로 나왔고 스웨덴은 독일의 공격을 단단한 수비로 막아낸 뒤 빠른 역습으로 몰아치는 전술로 나왔다. 독일은 우세한 경기를 하고도 좀처럼 스웨덴의 골문을 열지 못했으며 오히려 전반 32분, 토니 크로스의 패스미스를 가로챈 스웨덴의 올라 토이보넨이 역습으로 선제골을 기록해 스웨덴이 1 – 0으로 앞서나갔다. 후반전에 독일은 심기 일전하여 다시 스웨덴을 몰아붙였고 마침내 후반 3분, 마르코 로이스가 동점골을 터뜨리며 이번 대회 독일의 첫 골을 신고하였다. 그 후로도 독일은 계속해서 스웨덴의 골문을 두드렸지만 스웨덴의 골문은 좀처럼 열릴 줄 몰랐다. 오히려 후반 막판에 주전 센터백 제롬 보아텡이 퇴장당하며 수적 열세라는 악재까지 떠안았다. 1 –  1 스코어가 지속되던 중 후반 추가시간 5분, 페널티박스 좌측 외곽 지역에서 독일이 프리킥 찬스를 얻었고 킥커 토니 크로스가 멋지게 성공시키며 독일이 마침내 2 – 1 역전승을 거두는데 성공했다. 독일이 이 경기를 승리하면서 멕시코는 먼저 2승을 거두고도 16강 진출을 확정짓지 못했으며 대한민국도 2패를 기록했지만 3차전 경기에서 독일을 꺾고 멕시코가 스웨덴을 꺾을 경우 골 득실에 따라 16강 진출이 가능하게 되어 탈락이 확정되지 않았다. 한편, 이 경기가 종료된 직후 독일의 코칭 스태프 2명이 스웨덴 쪽 벤치로 가서 '주먹감자' 도발을 하여 스웨덴 측과 몸싸움이 있었다.
| 독일                      | 2 – 1  | 스웨덴       |
| ------------------------- | ------ | ------------ |
| 로이스 48′ · 크로스 90+5′ | 리포트 | 토이보넨 32′ |

| 독일 | 스웨덴 |

| GK          | 1  | 마누엘 노이어 (주장) |         |     |
| RB          | 18 | 요주아 키미히        |         |     |
| CB          | 16 | 안토니오 뤼디거      |         |     |
| CB          | 17 | 제롬 보아텡          | 71′ 82′ |     |
| LB          | 3  | 요나스 헥토어        |         | 87′ |
| CM          | 19 | 제바스티안 루디      |         | 31′ |
| CM          | 8  | 토니 크로스          |         |     |
| RW          | 13 | 토마스 뮐러          |         |     |
| AM          | 7  | 율리안 드락슬러      |         | 46′ |
| LW          | 11 | 마르코 로이스        |         |     |
| CF          | 9  | 티모 베르너          |         |     |
| 교체 선수:  |    |                      |         |     |
| MF          | 21 | 일카이 귄도안        |         | 31′ |
| FW          | 23 | 마리오 고메스        |         | 46′ |
| MF          | 20 | 율리안 브란트        |         | 87′ |
| 감독:       |    |                      |         |     |
| 요아힘 뢰프 |    |                      |         |     |

| GK            | 1  | 로빈 올센                      |       |     |
| RB            | 2  | 미카엘 루스티그                |       |     |
| CB            | 3  | 빅토르 린델뢰프                |       |     |
| CB            | 4  | 안드레아스 그랑크비스트 (주장) |       |     |
| LB            | 6  | 루드비그 아우구스틴손          |       |     |
| RM            | 17 | 빅토르 클라에손                |       | 74′ |
| CM            | 7  | 세바스티안 라르손              | 90+7′ |     |
| CM            | 8  | 알빈 에크달                    | 52′   |     |
| LM            | 10 | 에밀 포르스베리                |       |     |
| CF            | 9  | 마르쿠스 베리                  |       | 90′ |
| CF            | 20 | 올라 토이보넨                  |       | 78′ |
| 교체 선수:    |    |                                |       |     |
| MF            | 21 | 지미 두르마즈                  |       | 74′ |
| FW            | 11 | 욘 구이데티                    |       | 78′ |
| FW            | 22 | 이사크 키세 텔린               |       | 90′ |
| 감독:         |    |                                |       |     |
| 얀네 안데르손 |    |                                |       |     |

| 최우수 선수: 마르코 로이스 (독일) 부심: 파베우 소콜니츠키 (폴란드) 토마시 리스트키에비치 (폴란드) 대기심: 사토 류지 (일본) 후보 대기심: 사가라 도루 (일본) 비디오 판독심: 클레망 튀르팽 (프랑스) 보조 비디오 판독심: 파베우 길 (폴란드) 시릴 그랭고르 (프랑스) 파올로 발레리 (이탈리아) |

### 대한민국 vs 독일
아시아의 호랑이 대한민국과 디펜딩챔피언 독일의 맞대결이다. 대한민국과 독일이 처음으로 월드컵에서 만난 것은 1994년 FIFA 월드컵 조별리그였는데 그 때도 3차전에서 만났다. 그 때엔 전반전에 위르겐 클린스만의 맹활약에 힘입어 독일이 3 – 0으로 앞서갔지만 후반전에 황선홍과 홍명보의 추격골로 2골을 따라잡히며 독일이 힘겹게 3 – 2 신승을 거두었다. 그리고 두 번째 만남은 2002년 FIFA 월드컵 4강전이었는데 이 때에도 독일의 미하엘 발락의 결승골로 독일이 1 – 0 승리를 거두었다. 이번은 세 번째 만남인 것이다. 당초 도박사들은 독일의 승리를 점쳤고 "대한민국의 2 – 0 승리보다 독일의 7 – 0 승리가 더 확률이 높다."고까지 할 정도였다. 그러나 모든 이의 예상을 깨고 대한민국이 후반 추가시간에 터진 김영권과 손흥민의 릴레이 골로 2 – 0 승리를 거두며 월드컵 역사에 길이 남을 이변을 연출했다. 하지만 이 승리에도 불구하고 같은 시각 멕시코가 스웨덴에 0 – 3으로 패배하는 바람에 대한민국은 승점 3점, 골득실 0으로 조 3위에 그치며 아쉽게 16강에는 진출하지 못했다. 디펜딩 챔피언 독일은 이 경기에서 2점 차 패배를 당하며 대한민국과 승점은 3점으로 동률이었으나 골 득실에서 -2를 기록하며 16강은커녕 조 최하위로 탈락하고 말았다. 독일이 월드컵 조별리그에서 탈락한 것은 이번이 처음이었으며 1라운드 전체로 넓혀봐도 1938년 FIFA 월드컵 이후 80년 만의 일이었다. 또 골 득실에서 마이너스를 기록한 것도 1958년 FIFA 월드컵 이후 60년 만의 일이었다.
| 대한민국                    | 2 – 0  | 독일 |
| --------------------------- | ------ | ---- |
| 김영권 90+3′ · 손흥민 90+6′ | 리포트 |      |

|

|
|}
| GK         | 23 | 조현우        |     |      |     |
| RB         | 2  | 이용          |     |      |     |
| CB         | 5  | 윤영선        |     |      |     |
| CB         | 19 | 김영권        |     |      |     |
| LB         | 14 | 홍철          |     |      |     |
| RM         | 17 | 이재성        | 23′ |      |     |
| CM         | 15 | 정우영        | 9′  |      |     |
| CM         | 20 | 장현수        |     |      |     |
| LM         | 18 | 문선민        | 48′ | 69′  |     |
| CF         | 13 | 구자철        |     | 56′  |     |
| CF         | 7  | 손흥민 (주장) | 65′ |      |     |
| 교체 선수: |    |               |     |      |     |
| FW         | 11 | 황희찬        |     | 56′  | 79′ |
| MF         | 8  | 주세종        |     | 69′  |     |
| DF         | 22 | 고요한        |     | 79′  |     |
| 기타:      |    |               |     |      |     |
| DF         | 6  | 박주호        |     | 부상 |     |
| MF         | 16 | 기성용        |     | 부상 |     |
| 감독:      |    |               |     |      |     |
| 신태용     |    |               |     |      |     |

| GK          | 1  | 마누엘 노이어 (주장) |  |           |
| RB          | 18 | 요주아 키미히        |  |           |
| CB          | 5  | 마츠 후멜스          |  |           |
| CB          | 15 | 니클라스 쥘레        |  |           |
| LB          | 3  | 요나스 헥토어        |  | 78′       |
| CM          | 6  | 사미 케디라          |  | 58′       |
| CM          | 8  | 토니 크로스          |  |           |
| RW          | 14 | 레온 고레츠카        |  | 63′       |
| AM          | 10 | 메수트 외질          |  |           |
| LW          | 11 | 마르코 로이스        |  |           |
| CF          | 9  | 티모 베르너          |  |           |
| 교체 선수:  |    |                      |  |           |
| FW          | 23 | 마리오 고메스        |  | 58′       |
| FW          | 13 | 토마스 뮐러          |  | 63′       |
| MF          | 20 | 율리안 브란트        |  | 78′       |
| 기타:       |    |                      |  |           |
| DF          | 17 | 제롬 보아텡          |  | 출장 정지 |
| MF          | 19 | 제바스티안 루디      |  | 부상      |
| 감독:       |    |                      |  |           |
| 요아힘 뢰프 |    |                      |  |           |

| 최우수 선수: 조현우 (대한민국) 부심: 조 플레처 (캐나다) 프랭크 앤더슨 (미국) 대기심: 훌리오 바스쿠냔 (칠레) 후보 대기심: 크리스티안 시에만 (칠레) 비디오 판독심: 다니 마켈리 (네덜란드) 보조 비디오 판독심: 티아구 마르팅스 (포르투갈) 코리 로크웰 (미국) 아르투르 소아르스 디아스 (포르투갈) |

### 멕시코 vs 스웨덴
2승을 거둔 멕시코와 1승 1패를 기록한 스웨덴의 맞대결이다. 멕시코의 입장에서는 무승부만 기록해도 16강에 진출할 수 있었고 스웨덴의 입장에서는 승리하면 16강 진출이었고 무승부를 기록할 경우엔 반드시 대한민국이 독일을 이겨주어야만 16강에 진출할 수 있었으며 패배하면 무조건 탈락이었다. 그래서 스웨덴은 초반부터 멕시코를 강하게 밀어붙였다. 반면 멕시코는 비기기만 해도 16강에 간다는 것 때문인지 지난 2경기와 달리 다소 흐트러진 모습을 보였다. 전반전은 어렵게 0 – 0 스코어를 유지했으나 후반 5분, 루드비그 아우구스틴손의 골을 시작으로 스웨덴의 골 폭죽이 이어졌다. 후반 17분엔 안드레아스 그랑크비스트가 페널티킥을 성공시켰고 후반 29분엔 멕시코 수비수 에드손 알바레스가 자책골까지 넣어버리며 스웨덴이 3 – 0으로 크게 앞서갔고 그 스코어대로 경기가 끝났다. 멕시코는 3차전에서 3점 차 대패를 당했기에 골 득실에서 -1로 뒤처져 사상 최초로 먼저 2승을 기록하고도 16강 진출에 실패하는 안 좋은 기록을 쓸 뻔했지만 천만다행으로 대한민국이 독일을 2 – 0으로 꺾는 이변을 일으킨 덕분에 간신히 1994년 FIFA 월드컵부터 7회 연속 16강 진출에 성공할 수 있었다. 경기가 끝난 후 멕시코 축구팬들은 대한민국에 감사 인사를 했다.
| 멕시코 | 0 – 3  | 스웨덴                                                                 |
| ------ | ------ | ---------------------------------------------------------------------- |
|        | 리포트 | 아우구스틴손 50′ · 그랑크비스트 62′ (페널티골) · 알바레스 74′ (자책골) |

| 멕시코 | 스웨덴 |

| GK                     | 13 | 기예르모 오초아          |     |     |
| RB                     | 21 | 에드손 알바레스          |     |     |
| CB                     | 3  | 카를로스 살세도          |     |     |
| CB                     | 15 | 엑토르 모레노            | 61′ |     |
| LB                     | 23 | 헤수스 가야르도          | 1′  | 65′ |
| CM                     | 18 | 안드레스 과르다도 (주장) |     | 75′ |
| CM                     | 16 | 엑토르 에레라            |     |     |
| RW                     | 7  | 미겔 라윤                | 86′ | 89′ |
| AM                     | 11 | 카를로스 벨라            |     |     |
| LW                     | 22 | 이르빙 로사노            |     |     |
| CF                     | 14 | 하비에르 에르난데스      |     |     |
| 교체 선수:             |    |                          |     |     |
| MF                     | 8  | 마르코 파비안            |     | 65′ |
| MF                     | 17 | 헤수스 마누엘 코로나     |     | 75′ |
| FW                     | 19 | 오리베 페랄타            |     | 89′ |
| 감독:                  |    |                          |     |     |
| 후안 카를로스 오소리오 |    |                          |     |     |

| GK            | 1  | 로빈 올센                      |     |     |
| RB            | 2  | 미카엘 루스티그                | 88′ |     |
| CB            | 3  | 빅토르 린델뢰프                |     |     |
| CB            | 4  | 안드레아스 그랑크비스트 (주장) |     |     |
| LB            | 6  | 루드비그 아우구스틴손          |     |     |
| RM            | 17 | 빅토르 클라에손                |     |     |
| CM            | 7  | 세바스티안 라르손              | 26′ | 57′ |
| CM            | 8  | 알빈 에크달                    |     | 80′ |
| LM            | 10 | 에밀 포르스베리                |     |     |
| CF            | 9  | 마르쿠스 베리                  |     | 68′ |
| CF            | 20 | 올라 토이보넨                  |     |     |
| 교체 선수:    |    |                                |     |     |
| MF            | 13 | 구스타브 스벤손                |     | 57′ |
| FW            | 22 | 이사크 키세 텔린               |     | 68′ |
| MF            | 15 | 오스카르 힐리에마르크          |     | 80′ |
| 감독:         |    |                                |     |     |
| 얀네 안데르손 |    |                                |     |     |

| 최우수 선수: 루드비그 아우구스틴손 (스웨덴) 부심: 에르난 마이다나 (아르헨티나) 후안 파블로 벨라티 (아르헨티나) 대기심: 안드레스 쿠냐 (우루과이) 후보 대기심: 마우리시오 에스피노사 (우루과이) 비디오 판독심: 마우로 비글리아노 (아르헨티나) 보조 비디오 판독심: 헤리 바르가스 (볼리비아) 카를로스 아스트로사 (칠레) 위우통 삼파이우 (브라질) |

## 경고 기록
페어플레이 점수는 양팀의 승점, 골득실차, 득점이 동률을 이룰 때 적용되며, 경고와 퇴장 기록을 기준으로 다음과 같이 계산한다.
- 첫번째 경고: 1점 감점;
- 경고 누적으로 인한 퇴장: 3점 감점;
- 즉각 퇴장: 4점 감점;
- 경고 후 즉각 퇴장: 5점 감점;

| 팀       | 1번 경기    | 1번 경기                      | 1번 경기 | 1번 경기               | 2번 경기    | 2번 경기                      | 2번 경기 | 2번 경기               | 3번 경기    | 3번 경기                      | 3번 경기 | 3번 경기               | 합계 |
| 팀       | Yellow card | Yellow card · Yellow-red card | Red card | Yellow card · Red card | Yellow card | Yellow card · Yellow-red card | Red card | Yellow card · Red card | Yellow card | Yellow card · Yellow-red card | Red card | Yellow card · Red card | 합계 |
| -------- | ----------- | ----------------------------- | -------- | ---------------------- | ----------- | ----------------------------- | -------- | ---------------------- | ----------- | ----------------------------- | -------- | ---------------------- | ---- |
| 스웨덴   | 1           | 0                             | 0        | 0                      | 2           | 0                             | 0        | 0                      | 2           | 0                             | 0        | 0                      | −5   |
| 멕시코   | 2           | 0                             | 0        | 0                      | 0           | 0                             | 0        | 0                      | 3           | 0                             | 0        | 0                      | −5   |
| 독일     | 2           | 0                             | 0        | 0                      | 0           | 1                             | 0        | 0                      | 0           | 0                             | 0        | 0                      | −5   |
| 대한민국 | 2           | 0                             | 0        | 0                      | 4           | 0                             | 0        | 0                      | 4           | 0                             | 0        | 0                      | −10  |

## 같이 보기
- 독일의 FIFA 월드컵 성적
- 대한민국의 FIFA 월드컵 성적